# 御殿場高原時之栖

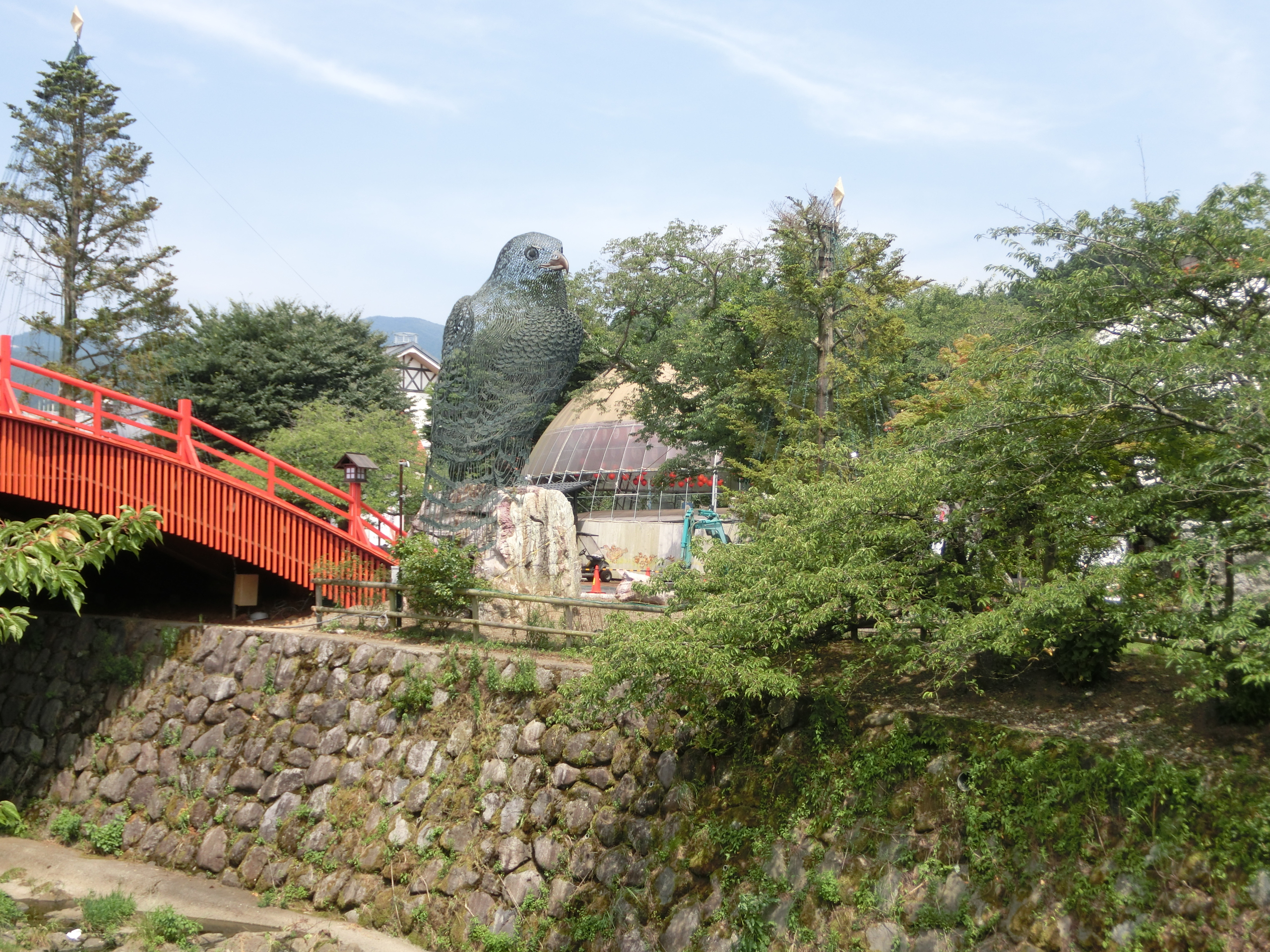
御殿場高原時之栖

御殿場高原時之栖（ごてんばこうげんときのすみか）は、静岡県御殿場市神山にあるレジャー施設。御殿場高原ビールの施設があることから、地元ではビール醸造所以外の施設も含め、御殿場高原ビールとも呼ばれる。ほとんどの施設は株式会社時之栖による運営だが、一部は株式会社御殿場高原ビールによって運営されている。
本項目では、御殿場高原時之栖敷地内などにある、サッカーをメインとしたスポーツコンベンション施設「時之栖スポーツセンター」についても記す。

## 概要
広大な敷地内にホテル、レストラン、ビール醸造所、温泉施設、サッカー場、美術館などがある。夏と冬には発光ダイオードを使ったイルミネーションが行なわれる。

## 歴史
元は静岡県の酪農研究施設として開設された。その後、民間に売却されホテルが建てられ、レジャー施設富士牧場公園として開業した。
1990年代に米久創業者に買収され、1995年から御殿場高原ビールの醸造が始まった。地ビールブームに乗って観光客が増加し、施設の拡張が相次ぐようになった。
2000年代には夏と冬に発光ダイオードを使ったイルミネーションが開始され、さらに観光客が増加した。

## 温泉
1995年から営業開始。2024年7月1日現在、2種類の源泉、4つの施設がある。
- 天然温泉 気楽坊
  - 「ホテル時之栖」に付属している[3]。源泉を利用した大浴場、露天風呂のほか、薬湯や死海の塩を溶かした風呂など多種の設備がある[4]。使われている源泉は「時之栖第1号」であるが、「茶目湯殿」とは異なり循環・加温されている。日帰りの場合、平日1日利用で大人1540円である[注 3][4]。
- 源泉 茶目湯殿
  - 古民家を移築した独立施設[5]。最大の特徴として、18歳未満の利用が禁じられている[6]。「天空の湯」と呼ばれる富士山を望む露天風呂をはじめ内湯や炭酸泉があるが、掛け流しではない[5]。使われている源泉は「時之栖第2号」であり、1号より温度が高いのが特徴[7]。日帰りの場合、平日1日利用で大人2000円である[7]。
- 柚子の湯
  - 「御殿場高原ホテル」「Hotel Brush Up」宿泊者限定の温泉施設。加温などの詳細情報は不明[8]。
- 林檎の湯
  - 「ブルーベリーロッジ」「スローハウスヴィラ」宿泊者限定の温泉施設。「柚子の湯」と同じく加温などの詳細情報は不明[8]。

## 時之栖スポーツセンター
時之栖スポーツセンター（ときのすみかスポーツセンター）は、株式会社時之栖が運営する、サッカーをメインとしたスポーツ交流施設。御殿場高原時之栖の敷地内をはじめ、以下の場所に計17面のグラウンドと最大2500人を収容できる宿泊施設を備え、サッカー合宿やサッカー大会が行なわれる。
- 時之栖グラウンド（御殿場高原時之栖敷地内）- 天然芝1面・人工芝1面・フットサルコート（人工芝）1面。
- うさぎ島グラウンド（御殿場市市神山字大野原1940）- 人工芝5面
- 裾野グラウンド（裾野市下和田420-12）- 天然芝4面・人工芝6面。クラブハウス併設。

上記のほか、富士宮市北山（富士宮ホテル時之栖そば）に人工芝1面の「富士宮グラウンド」を有する。
サッカー日本代表を始め、有力サッカークラブが合宿に訪れる。2002 FIFAワールドカップの際にはサッカーウルグアイ代表が合宿を行なった。毎年正月に開催されるサッカー大会『ニューバランスカップ in 時之栖』（新春高校サッカー強化研修大会）は全国高等学校サッカー選手権大会全国大会に出場できなかった有力校が参加することから、『裏選手権』と呼ばれることがある。毎年秋に開催されるJリーグユース選手権大会では、3回戦の集中開催会場として使用されていた。
福島第一原子力発電所事故に伴いJヴィレッジ（福島県楢葉町）での活動が出来なくなったJFAアカデミー福島が、2011年4月から2023年まで一時避難場所としてここで活動した。

## アクセス

### 車
東名高速道路の御殿場ICから約20分

### 電車
最寄駅はJR御殿場線の岩波駅である。また、御殿場駅、三島駅から送迎バスが運行されており、三島便は岩波駅、裾野駅にも停車する。

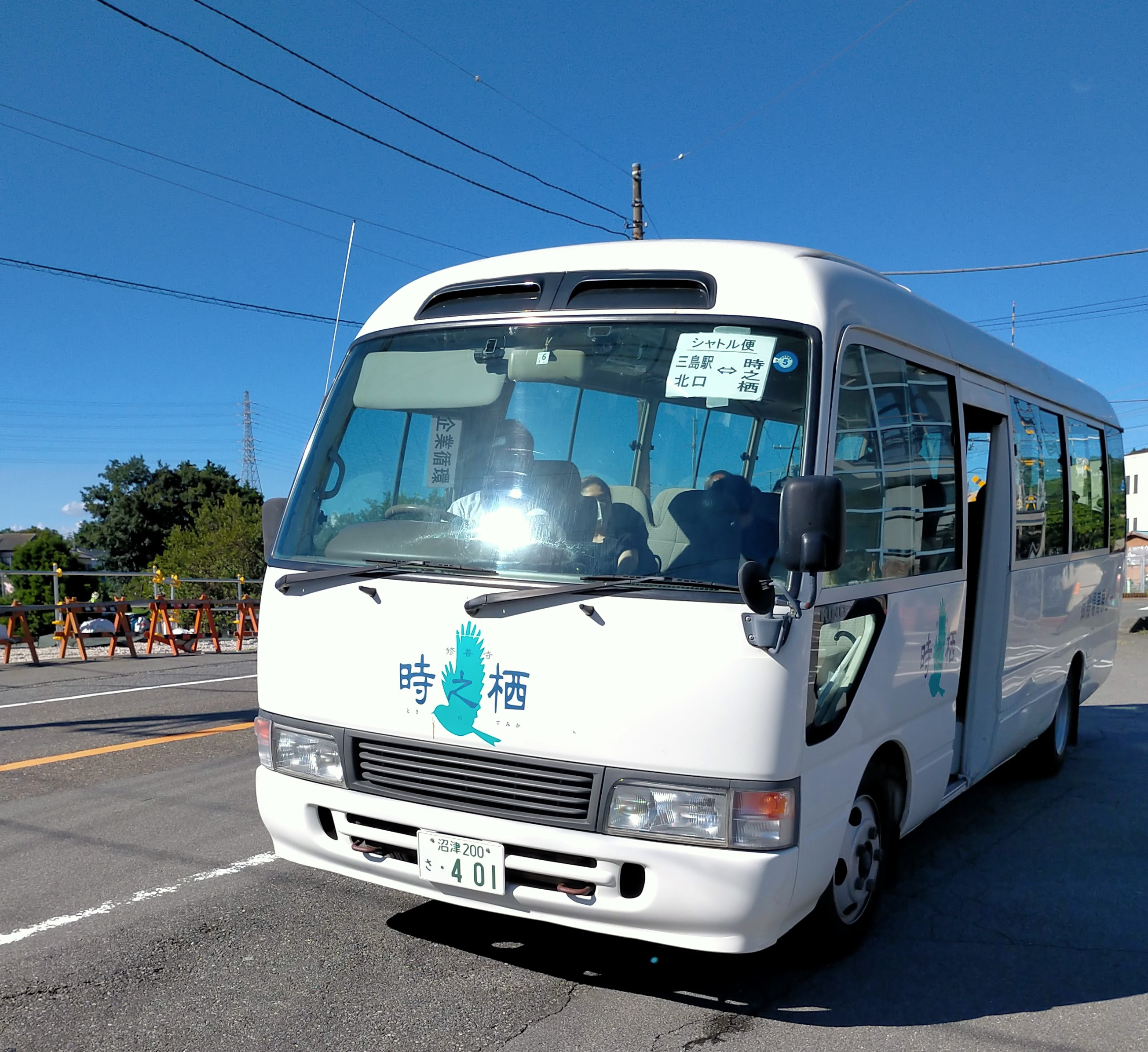
時之栖の送迎バス。写真は三島駅から裾野駅・岩波駅に寄って連絡する系統で、裾野で列車と接続をとる。2023年8月岩波駅にて。

- JR御殿場線の岩波駅から送迎バスで約10分
- JR御殿場線の御殿場駅から送迎バスで約25分
- JR御殿場線の裾野駅から送迎バスで約25分
- 東海道新幹線、東海道線、御殿場線、伊豆箱根鉄道の三島駅から送迎バスで約40分

### 高速バス
東京駅、新宿駅、名古屋駅発の高速バスで東名御殿場バス停へ、そこから送迎バスで20分
箱根湯本駅から箱根登山バスが路線バスを1日2本運行していたが、2023年3月に廃止された。

## その他
- 2007年に沼津市で開催された技能五輪国際大会の際に大会史上初の選手村となり、さらに選手の交流イベントも行なわれた。
- 御殿場市印野に「時の栖（巣）」（ときのす）という地区があるが無関係。

## 注
1. ↑  「御殿場高原ホテル」「ホテル時之栖」などのホテル施設のほか、「ブルーベリーロッジ」などロッジタイプの部屋も多い。
2. ↑  サウナなどの施設もあるが、温泉とは無関係のため説明は省略している。
3. ↑  但し60分限定の「行水券」は平日大人814円で利用可能である。